# Szalai Györgyi
Szalai Györgyi (Kispest, 1940. augusztus 31. – 2024. december 17.) Balázs Béla-díjas magyar filmrendező, forgatókönyvíró, érdemes művész.

## Élete
Szülei: Szalai Károly (1917–1950) és Zsernovicky Erzsébet. 1958-tól két évig a Magyar Optikai Művek adminisztrátora. 1960–63 között előbb az Országos Műszaki Könyvtár, majd a Kohó- és Gépipari Minisztérium Tervező Intézet, később a Talajtani Kutatóintézet könyvtárosa. 1963–65 között a Színház- és Filmművészeti Főiskola hallgatója, de eltávolították. 2013-ban a Magyar Művészeti Akadémia levelező, 2017-ben pedig rendes tagjává választották.
Első játékfilmje a Jutalomutazás, melyet Dárday Istvánnal közösen rendeztek 1974-ben. Önálló rendezése az 1980-ban forgatott Dédelgetett kedvenceink.

## Filmjei
- Miheztartás végett (1971)
- Nevelésügyi sorozat I–V. (1973–75)
- Jutalomutazás (1975)
- Az egyedi eset természetrajza (1975)
- Mit látnak az iskolások? (1977)
- Filmregény (1977)
- Leleplezés (1979)
- Harcmodor (1979)
- Békeidő (1980)
- Dédelgetett kedvenceink (1981)
- Átváltozás (1983–89)
- A dokumentátor (1987)
- Nyugattól keletre, avagy a média diszkrét bája (1993)
- Mindenki fél a törpétől (1997)
- Tükröződések (1998)
- Teljes napfogyatkozás (1999)
- Reklámbrigád (2000)
- Dokumentátorok (2001)
- Szelíd kérlelhetetlenség (2004)
- Falurombolás? (2006)
- Minden másképp van (2006–2007)
- „Nem sokaság, hanem lélek” (2010)

## Kötetei
- Dárday István–Szalai Györgyi: Minden másképp van / Dárday István: Illúzió és bizonyosság. Dokumentarista filmtörténet / Szalai Györgyi: Szerelmes filmregény. 2020–2021; MMA, Budapest, 2023

## Díjai
- SZOT-díj (1981)
- Filmkritikusok díja (1981)
- Fipresci-díj (1989, Berlin) (megosztva Dárday Istvánnal)
- Balázs Béla-díj (1998)
- Filmszemle különdíja (1998)
- Magyar Művészetért díj (2007)
- Érdemes művész (2014)